# ゆるら
「ゆるら」は、風見しんご7作目のシングル。
2012年2月22日にフォーライフミュージックエンタテイメントからリリース。

## 概要
前作「泣き虫"チャチャ"の物語」から26年半振りにリリース。
ジャケット写真は娘とよく遊んだ公園で撮影。
「ゆるら」は2007年1月当時、交通事故により10歳で死去した長女への想いを風見自ら「涙を乗り越えて前を向いて歩くこと」をコンセプトにした詞。風見の詞に曲がつき手元に届いた日が当時の事故の日と同日になり、ボーカル・レコーディングが長女の告別式の時刻と同時刻だったり、偶然が多かった。
プロデューサー秋元康の提案で元々カップリング収録予定だった本作を表題曲に置き、当初表題曲予定だったザ・キャプテンズのヒザシ作曲「今さら Fall in love」をカップリングに変更。立場を逆にした経緯がある。

## 収録曲
全編曲：野中“まさ”雄一
1. ゆるら
作詞：風見しんご　作曲：野中“まさ”雄一
2. 今さら Fall in love
作詞：秋元康　作曲：ヒザシ
3. ゆるら （Instrumental）
4. 今さら Fall in love （Instrumental）